# 讓·佩蒂
讓·佩蒂 （1949年9月25日—2024年1月23日），出生於上加龍省圖盧茲，是法國足球運動員，司職中場。佩蒂的職業生涯的大部分時間都效力於摩納哥，並在1978年及1982年為摩納哥贏得法甲冠軍及於1980年為球會贏得法國盃。佩蒂在1970年代後期為法國國家隊出場12次（射入一球），亦是1978年世界盃的法國隊成員法國隊的一員。

## 職業生涯
- 1958-1967 : 圖盧茲 (1937)（英语：Toulouse FC (1937)）
- 1967-1969 : 呂雄
- 1969-1982 : 摩納哥

## 外部連結
- Profile at France Football Federation